# Carsten-Michael Röding
Carsten-Michael Röding (* 18. Juni 1972 in Heidelberg) ist ein deutscher ehemaliger Politiker (CDU). Er war 1999 kurzzeitig Mitglied des Berliner Abgeordnetenhauses.
Bei der Wahl zum Abgeordnetenhaus von Berlin am 10. Oktober 1999 erhielt Carsten Röding das Direktmandat für den Wahlkreis Spandau 3. Er legte es im Dezember 1999 nieder und amtierte bis 2016 als Baustadtrat im Bezirk Spandau. Ins Parlament rückte für ihn Matthias Brauner nach.